# Yuji Okuma
Yuji Okuma (大熊 裕司 Okuma Yuji?), född 19 januari 1969 i Saitama prefektur, är en japansk före detta fotbollsspelare.
Okuma började sin karriär 1991 i Hitachi (Kashiwa Reysol). 1996 flyttade han till Kyoto Purple Sanga. Efter Kyoto Purple Sanga spelade han för Avispa Fukuoka. Han avslutade karriären 1998.